# هارون سويت
هارون سويت هو سياسي كندي، ولد في 12 فبراير 1854 في هيمينغفورد في كندا، وتوفي في 8 يناير 1937. نشط حزبياً في حزب أونتاريو المحافظ التقدمي. وقد انتخب عضو برلمان مقاطعة أونتاريو ‏.